# 하쿠호도제일
하쿠호도제일(Hakuhodo Cheil)은 대한민국의 광고대행사이다. 1989년 12월 4일 대한민국의 광고대행사인 제일기획이 미국의 광고대행사인 보젤(Bozell)과 227,000,000원 규모의 자본금을 70 대 30의 비율로 분담하면서 합작 설립한 광고대행사인 제일보젤(Cheil Bozell)이 전신이다. 1999년 12월 20일에 제일기획이 일본의 광고대행사인 하쿠호도와의 합작 계약을 수립하면서 오늘에 이른다.

## 연혁
- 1989년: 제일보젤 창립 - 제일기획(51%)과 브라질 보젤(49%)의 합작 대행사로 설립
- 1999년: 하쿠호도제일로 해외 합작선 변경 - 하쿠호도(51%), 제일기획(49%) 합작, 하쿠호도 전략 및 생활자 연구소 모델 구축
- 2007년: 매출고 1000억원 돌파 - 포스코, 일신건설, 우리은행, 올리브 네트워크, 한국마사회, LG생활건강 등 다수의 광고주를 영입하며 신기록 달성
- 2013년: 새로운 Brand Vision 'Link : Think' - Engagement Solution Company로의 회사 비전 선포)
- 2018년: 김춘환 사장, 박용진 대표이사 취임

## 성공 캠페인
- 하이트 '물이 좋은 맥주' 캠페인' - 맥주 업계의 새로운 패러다임 제시
- SKT '스피드 011' 캠페인 - 때와 장소를 가리지 않습니다. 잠시 꺼두셔도 좋습니다 -
- 포스코 '철이 없다면' 캠페인 - 기업광고의 새로운 지평
- 웅진 씽크빅 '바른 교육 큰 사람' 캠페인
- 삼성전자 '인사이트 2.0' 캠페인 - 갤럭시 카메라 런칭과 기업철학을 보여주는 CSV 캠페인
- KDB대우증권 '쉬운 금융' 캠페인 - 컨텐츠 기반의 Branded Entertainments 솔루션 집행
- 토요타 캠리 캠페인 - '와일드 하이브리드'라는 새로운 캠리의 탄생 선포, 최단 기간 4000대 판매 기록

## 최근 6년 수상경력
- 2017년: 웹 어워드 <대상: 파나소닉람대쉬>, <최우수상: 잇츠스킨 파워10 포뮬라>, GMD Summit <은상: JT 금융그룹 왕왕콘테스트 캠페인>
- 2016년: GMD Summit <동상: KDB대우증권 개인연금피트니스 캠페인>, Effie Awards <파이널: KDB대우증권 개인연금피트니스 캠페인>
- 2015년: GMD Summit <금상: KDB대우증권 쉬운금융 BEC캠페인>, Tambuli Awards <은상: 삼성전자인 인사이트2.0 캠페인>
- 2014년: TVCF 어워드 <은상: KDB대우증권 쉬운금융 BEC캠페인>, 대한민국광고대상 <파이널리스트: 삼성NX미니 잡지광고, KDB대우증권 쉬운금융 BEC캠페인>, Effie Awards <금상: 삼성전자 인사이트2.0 캠페인>
- 2014년: 부산국제광고제 <그랑프리: 삼성전자 인사이트2.0 캠페인>, <크리스탈: 삼성전자 인사이트2.0 캠페인>, Canne Lions <National Diploma: 삼성전자 인사이트2.0 캠페인>

- 2013년(1): 대한민국광고대상 <동상: LG유니참 '학교보내주는 생리대'>, <동상: 웅진씽크빅 마음짓기>, <파이널리스트: 삼성전자 'Connected Window Project'>, <웅진씽크빅 '바른교육 큰사람'>, <한샘 '신혼'>
- 2013년(2): TVCF어워드 <금상: 웅진씽크빅 '바른교육 큰사람'>

- 2012년(1): 대한민국광고대상 <금상: 웅진씽크빅 '바른교육 큰사람' 스승의날 캠페인>, <파이널: 웅진씽크빅 교사모집 영상, 삼성 미러팝 ''사랑을 보다', 홈플러스 '사랑의 쇼핑카트', 일본관광청 'Join J-Route'>
- 2012년(2): TVCF어워드 <금상: 웅진씽크빅 '독서, 수학, 한글' 편>, GMD Summit <금상: 웅진씽크빅 '바른교육 큰사람'>, <은상: 일본 관광청 'Join J-Route'>, <동상: 삼성 미러팝 '사랑을 보다'>
- 2012년(3): 올해의 광고상 <옥외: 삼성 미러팝 '사랑을 보다' 에티켓 광고>, 소비자가 뽑은 좋은 광고상 <삼성 미러팝 '사랑을 보다'>